# Serhiy Serebrennikov
Pour les articles homonymes, voir Serebrennikov.
Serhiy Serebrennikov (en ukrainien : Сергій Олександрович Серебренников, Serguiï Oleksandrovytch SereBrennikov), né le 1er septembre 1976, est un footballeur du CS Bruges. C'est un milieu de terrain défensif.

## Biographie
Il est né en Russie, où il commence sa carrière. En 1999, il rejoint le Dynamo Kiev et prend la nationalité ukrainienne pour pouvoir jouer avec la sélection nationale. En 2002, il signe un contrat de longue durée au FC Bruges, mais plusieurs grosses blessures l'empêchent d'évoluer à son meilleur niveau. Il est prêté à Charleroi puis quitte le club à la fin de la saison et rejoint le voisin du Cercle. En 2011, il rejoint le KSV Roulers et devient joueur-entraîneur.